# Scorpaenopsis oxycephala
Scorpaenopsis oxycephala är en fiskart som först beskrevs av Bleeker, 1849.  Scorpaenopsis oxycephala ingår i släktet Scorpaenopsis och familjen Scorpaenidae. Inga underarter finns listade i Catalogue of Life.